# Особистий інтерес
«Особистий інтерес» (рос. «Личный интерес») — радянський двосерійний телефільм 1986 року, знятий Сергієм Сичовим на кіностудії «Білорусьфільм».

## Сюжет
Сільська дилогія. За мотивами повісті Валентина Блакита «Шануй ім'я своє». Олександр Сурмила та Олексій Кунцевич — голови сусідніх колгоспів. Сурмила мріє про об'єднання двох колгоспів та створення агрофірми. Кунцевич не вірить у цю ідею, вважаючи, що Сурмила більше дбає про свою кар'єру. Тяжко складалися відносини двох голів, перш ніж вони знайшли шляхи взаєморозуміння.

## У ролях
- Олена Циплакова — Олена Олексіївна, дочка Кунцевича
- Микола Єрьоменко — Олександр Володимирович Сурмила
- Микола Пастухов — Олексій Степанович Кунцевич
- Микола Корноухов — Опанас Тимофійович
- Тетяна Конюхова — дружина Кунцевича
- Юрій Казючиць — Михайло, водій Кунцевича
- Валерій Філатов — Ілля Вікторович Лозовик, голова РАПО
- Костянтин Сенкевич — Петро Петрович
- Анатолій Гур'єв — заступник Сурмили
- Олексій Булдаков — парторг
- Анатолій Терпицький — головний агроном
- Вадим Курков — Слава, головний інженер
- Петро Солдатов — роль другого плану
- Ігор Неупокоєв — Костя Кунцевич, син Олексія Степановича Кунцевича
- Бірута Докальська — Марта, дружина Опанаса
- Олександр Лабуш — Микола
- Альоша Колесников — Альоша
- Олександр Мороз — кореспондент
- Олександра Зиміна — Марія Ігнатівна, мати Зінки, дружина Петра Петровича
- Юрій Ступаков — учасник наради, голова колгоспу
- Володимир Шелестов — учасник наради
- Тамара Муженко — Зінка, продавчиня Зінаїда Петрівна
- Іван Мацкевич — заступник Кунцевича
- Володимир Січкар — водій
- Віктор Рибчинський — механізатор
- Наталія Пашкевич — секретарка
- Анатолій Чарноцький — механізатор
- Ігор Степанов — епізод
- Ростислав Шмирьов — учасник наради
- Михайло Петров — Міша, механізатор
- Є. Попова — Клава, дружина Костянтина
- Ольга Лисенко — епізод
- Дімаш Ахімов — епізод
- І. Косаревська — Нюрка, дочка Опанаса та Марти
- Валентин Букін — учасник наради
- Євген Леонов-Гладишев — Юра, чоловік Олени

## Знімальна група
- Режисер — Сергій Сичов
- Сценарист — Федір Конєв
- Оператор — Анатолій Зубрицький
- Композитор — Володимир Кондрусевич